# SWI swissinfo.ch

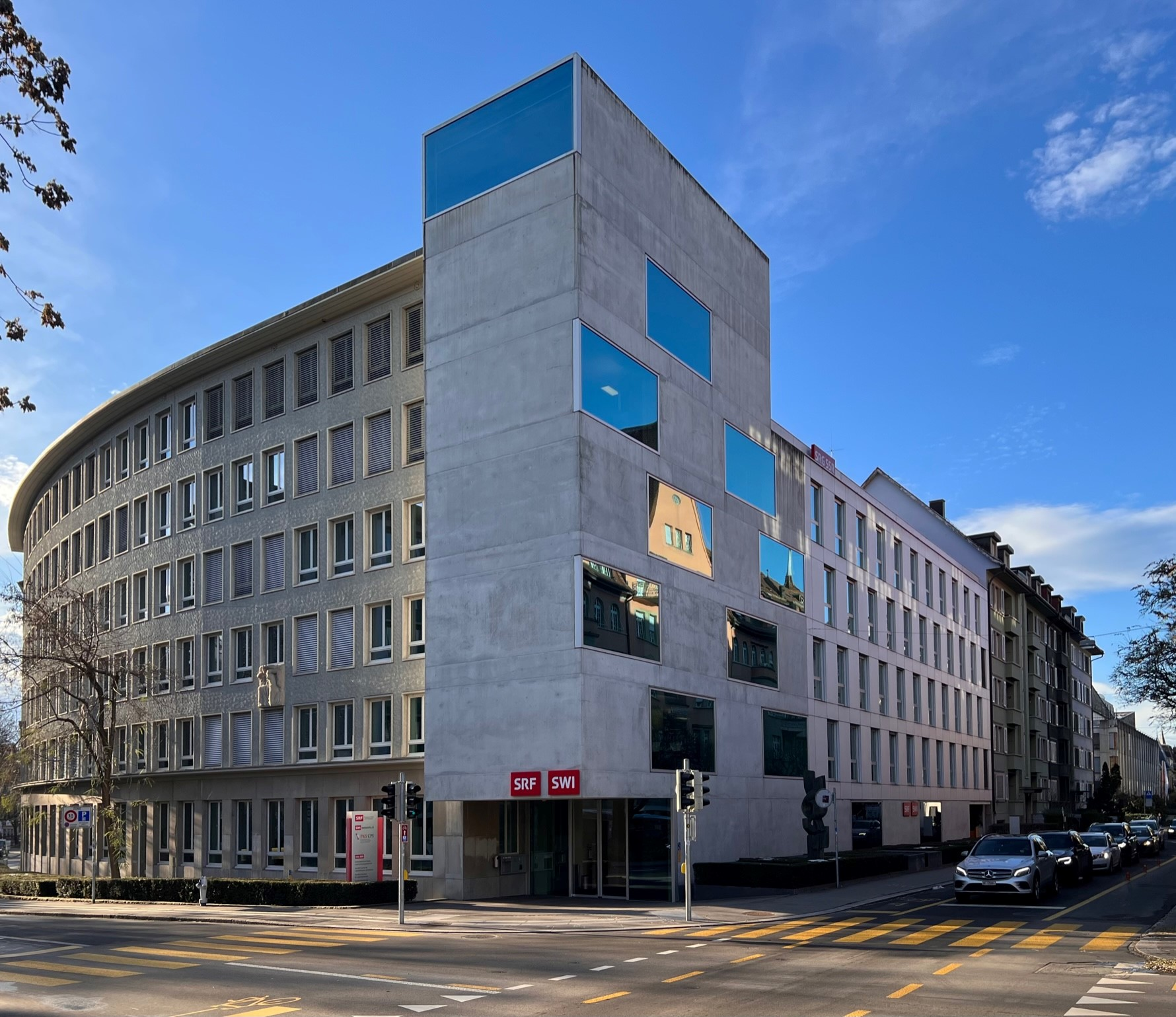
SWI Swissinfo.ch seit 2022 im Radiostudio Bern

SWI swissinfo.ch (kurz swissinfo.ch) ist eine öffentlich-rechtliche Nachrichten- und Informationsplattform der Schweiz. Sie bietet Informationen über aktuelle Themen und Ereignisse in zehn Sprachen. Inhaltlich stehen vor allem Informationen zur Schweiz im Zentrum. Oberste Priorität haben eigenständige Informationen aus den Bereichen Politik, Wirtschaft, Kultur, Wissenschaft und Bildung sowie zum Thema «direkte Demokratie». Zielpublikum sind an der Schweiz interessierte Ausländer sowie die Auslandschweizer.

## Entwicklung des Unternehmens
SWI swissinfo.ch ging aus dem Schweizer Radio International (SRI) respektive Radio Schweiz International hervor, einer  Unternehmenseinheit der Schweizerischen Rundspruchgesellschaft SRG (heute SRG SSR) für das Ausland. Sie wurde 1935 gegründet und hatte den Auftrag, die Auslandschweizer über das Geschehen in der Schweiz zu informieren sowie die Präsenz der Schweiz im Ausland zu fördern. Ursprünglich wurden Radioprogramme über Kurzwelle und später über Satelliten gesendet. 1999 wurde als erste Version auf dem Internet swissinfo.org veröffentlicht. 2001 wurde der Dienst in swissinfo/SRI umbenannt und Ende Oktober 2004, nachdem als Folge von Sparmassnahmen des Bundes die Radioprogramme eingestellt worden waren, in swissinfo.
Bei der Inbetriebnahme der Website 1999 wurde der Dienst in den Sprachen Deutsch, Französisch, Englisch und Portugiesisch aufgeschaltet. Ein Jahr später folgten die Seiten auf Japanisch, Italienisch und Spanisch, am 1. Februar 2001 jene auf Arabisch und im September desselben Jahres die Seite auf Chinesisch. 2013 folgte Russisch als zehnte Sprache, inzwischen auf swissinfo.ch.
Am 21. März 2005 entschied der Verwaltungsrat der SRG, swissinfo massiv abzubauen. Nach seinen Vorstellungen sollte künftig nur noch ein reduziertes Angebot in englischer Sprache produziert und der Dienst bei Schweizer Radio DRS (heute SRG SSR) eingebunden werden. In den Landessprachen sollten nur noch spezifische Informationen für die Auslandschweizer produziert werden. Je ein Journalist wäre für dieses Angebot zuständig gewesen, das in einer Unternehmenseinheit der SRF hergestellt worden wäre. Der Entscheid löste unter den Lesern kritische Reaktionen aus, und auch die Aussenpolitische Kommission des Nationalrates sprach sich dagegen aus. Die Aufsichtsbehörde, das Bundesamt für Kommunikation (Bakom), bzw. der Bundesrat entschieden in der Folge im Sommer 2007, swissinfo einen  neuen Leistungsauftrag mit weiterhin neun Sprachredaktionen zu erteilen. Am 23. Januar 2014 wurde der Dienst in SWI swissinfo.ch umbenannt.
Am 1. Januar 2008 wurde der promovierte Jurist Peter Schibli als Nachfolger von Christoph Heri Chefredaktor von swissinfo. Auf Vorschlag des Ausschusses von swissinfo wählte der Verwaltungsrat der SRG am 22. Oktober 2008 Peter Schibli als Nachfolger von Beat Witschi zum neuen Direktor. Neuer Chefredaktor war von November 2008 bis Februar 2015 Christophe Giovannini, der vorherige Leiter der englischsprachigen Redaktion. Seit 1. Januar 2016 ist Larissa Bieler, zuvor Chefredaktorin des Bündner Tagblatts, neue Chefredaktorin. Seit 1. Oktober 2018 ist sie als Nachfolgerin von Peter Schibli auch Direktorin. Im Jahr 2022 zählte SWI swissinfo.ch rund 100 Mitarbeitende.
Ab dem Jahr 2022 vertritt SWI swissinfo.ch die Schweiz im internationalen Netzwerk für Kooperation und Austausch öffentlicher Medien DG7.
Im Jahr 2022 wurde die Produktion vom Sitz der SRG an der Giacomettistrasse ins Gebäude des SRF Radiostudios an der Schwarztorstrasse verlegt.

## Redaktionelles Angebot

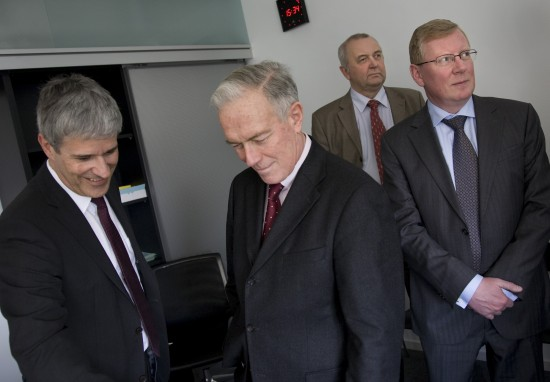
Swissinfo-Pilotversuch in russischer Sprache mit Swissinfo-Direktor Peter Schibli (links) und Botschafter Igor Borissowitsch Bratschikow (ganz rechts) 2009

Inhaltlich stehen Informationen zu aktuellen Themen und Ereignissen der Schweiz in Form von Text-, Bild-, Ton- und Videobeiträgen im Zentrum. Erste Priorität haben eigenständige und vertiefte Informationen aus den Bereichen Politik, Wirtschaft, Kultur, Wissenschaft, Bildung und Gesellschaft. Das redaktionelle Angebot existiert in zehn Sprachen (Deutsch, Französisch, Italienisch, Englisch, Spanisch, Portugiesisch, Arabisch, Chinesisch, Japanisch, seit dem 17. Januar 2013 – nach einem Pilotversuch vom März bis Oktober 2009 aus Anlass der Eishockey-Weltmeisterschaften im Mai 2009 und des Staatsbesuchs des damaligen russischen Präsidenten Dmitri Medwedew Ende September 2009 – auch Russisch), und die internationale Vernetzung wird seit 2007 über Blogs vorangetrieben.
Ausserdem werden Dossiers, Longform-Reportagen und multimediale Zugaben zu aktuellen Themen angeboten. Auf SWI swissinfo.ch können auch Informationssendungen von Schweizer Radio und Fernsehen abgerufen werden. Für die Auslandschweizer gibt es einen speziellen Bereich «swissinfo für die Auslandschweizer», der um einen Instagram-Kanal mit dem Hashtag #WeAreSwissAbroad ergänzt wird. SWI swissinfo.ch soll Auslandschweizer ausgewogen über bevorstehende Abstimmungen und Wahlen informieren. Mit der Rubrik «Direkte Demokratie» vermittelt SWI swissinfo.ch zudem die demokratischen Werte der Schweiz.
Nebst dieser Website bespielt SWI swissinfo.ch ebenfalls die unterschiedlichen Social-Media-Kanäle wie Facebook, Twitter, YouTube usw. Je nach Sprache kommen weitere Kanäle hinzu.

## Dienstleistungsangebot
Die Informationen können auch von einem Mobiltelefon abgerufen werden. Der Schlagzeilendienst aktualisiert automatisch die Schlagzeilen der Frontseiten auf einem Computer. Ausserdem können sie per Newsfeed direkt auf andere Internetsites aufgeschaltet werden. Seit April 2016 wird ein wöchentlicher kostenloser Newsletter verschickt, der die interessantesten Artikel enthält. Auf der Website wird weiter eine ausführliche Linksammlung zur Schweiz angeboten. Im März 2017 lancierte SWI swissinfo.ch eine neue App für iPhones und Android-Smartphones.

## Preise und Auszeichnungen
SWI swissinfo.ch ist Mitglied der Journalism Trust Initiative. 2023 hat SWI swissinfo.ch einen Preis in der Kategorie „Wissenschaft und Umwelt“ eines jährlich von der Schweizer Zeitschrift Private organisierten Preises gewonnen. 2023 gewann SWI swissinfo.ch den Social Impact Award für Diversität und Inklusion an der IBC – International Broadcasting Convention.